# سبرينغ كريك
سبرينغز كريك (بالإنجليزية: Spring Creek)‏ هو مكان مخصص للتعداد (CDP) في وسط مقاطعة إلكو في شمال شرق ولاية نيفادا في غرب الولايات المتحدة. وهي بلدة تابعة توفر أماكن للنوم لعمال الشركات والصناعات في مدينة إلكو القريبة وحولها. وهي جزء من منطقة إلكو الحضرية الإحصائية. بلغ عدد السكان في ما مجموعه 12,361 نسمة في لتعداد عام 2010.

## التركيبة السكانية
حدّد مكتب تعداد الولايات المتحدة بيانات التركيبة السكانية لسبرينغ كريك في تعداد الولايات المتحدة. في ما يلي، التركيبة السكانية حسب تعدادي 2000 و2010.

### تعداد عام 2000
بلغ عدد سكان سبرينغ كريك 10,548 نسمة بحسب تعداد عام 2000، وبلغ عدد الأسر 3,399 أسرة وعدد العائلات 2,888 عائلة مقيمة في المنطقة السكنية. في حين سجلت الكثافة السكانية 69.4 نسمة لكل كيلومتر مربع (179.7/ميل2). وبلغ عدد الوحدات السكنية 3,660 وحدة بمتوسط كثافة قدره 24.1 لكل كيلومتر مربع (62.4/ميل2).
وتوزع التركيب العرقي للمنطقة السكنية بنسبة 93.06% من البيض و0.21% من الأمريكيين الأفارقة و1.57% من الأمريكيين الأصليين و0.32% من الأمريكيين ذوي الأصول الآسيوية و0.17% من سكان جزر المحيط الهادئ و2.28% من الأعراق الأخرى و2.39% من عرقين مختلطين أو أكثر و6.54% من الهسبانيون أو اللاتينيون من أي عرق.
بلغ عدد الأسر 3,399 أسرة كانت نسبة 54% منها لديها أطفال تحت سن الثامنة عشر تعيش معهم، وبلغت نسبة الأزواج القاطنين مع بعضهم البعض 75.2% من أصل المجموع الكلي للأسر، ونسبة 4.7% من الأسر كان لديها معيلات من الإناث دون وجود شريك، بينما كانت نسبة 5% من الأسر لديها معيلون من الذكور دون وجود شريكة وكانت نسبة 15% من غير العائلات. تألفت نسبة 11% من أصل جميع الأسر من عدة أفراد يعيشون في نفس المنزل ونسبة 1.6% كانت تتألف من شخص يعيش بمفرده يبلغ من العمر 65 عاماً أو أكثر. وبلغ متوسط حجم الأسرة المعيشية 3.10، أما متوسط حجم العائلات فبلغ 3.35.
بلغ العمر الوسطي للسكان 31.9 عاماً. وكانت نسبة 35.1% من القاطنين تحت سن الثامنة عشر، وكانت نسبة 6% بين الثامنة عشر والرابعة والعشرين عاماً، ونسبة 33.5% كانت واقعةً في الفئة العمرية ما بين الخامسة والعشرين والرابعة والأربعين عاماً، ونسبة 22.1% كانت ما بين الخامسة والأربعين والرابعة والستين، ونسبة 3.2% كانت ضمن فئة الخامسة والستين عاماً فما فوق. يوجد لكل 100 أنثى 105.0 ذكر، ويوجد لكل 100 أنثى في الثامنة عشر من عمرها فما فوق 104.9 ذكر.
بلغ متوسط دخل الأسرة في المنطقة السكنية 60,109 دولارًا، أما متوسط دخل العائلة فبلغ 61,650 دولارًا. وكان متوسط دخل الذكور 50,053 دولارًا مقابل 27,260 دولارًا للإناث. وسجل دخل الفرد الخاص بالمنطقة السكنية 20,606 دولارًا. وكانت نسبة 2.9% من العائلات ونسبة 4.2% من السكان تحت خط الفقر، وكان من هؤلاء نسبة 3.6% تحت سن الثامنة عشر ونسبة 8.2% في الخامسة والستين من العمر وما فوق.

### تعداد عام 2010
بلغ عدد سكان سبرينغ كريك 12,361 نسمة بحسب تعداد عام 2010، وبلغ عدد الأسر 4,204 أسرة وعدد العائلات 3,425 عائلة مقيمة في المنطقة السكنية. في حين سجلت الكثافة السكانية 81.3 نسمة لكل كيلومتر مربع (210.6/ميل2). وبلغ عدد الوحدات السكنية 4,394 وحدة بمتوسط كثافة قدره 28.9 لكل كيلومتر مربع (74.9/ميل2).
وتوزع التركيب العرقي للمنطقة السكنية بنسبة 92.45% من البيض و0.35% من الأمريكيين الأفارقة و1.56% من الأمريكيين الأصليين و0.61% من الأمريكيين ذوي الأصول الآسيوية و0.11% من سكان جزر المحيط الهادئ و2.33% من الأعراق الأخرى و2.59% من عرقين مختلطين أو أكثر و7.81% من الهسبانيون أو اللاتينيون من أي عرق.
بلغ عدد الأسر 4,204 أسرة كانت نسبة 44.1% منها لديها أطفال تحت سن الثامنة عشر تعيش معهم، وبلغت نسبة الأزواج القاطنين مع بعضهم البعض 70.6% من أصل المجموع الكلي للأسر، ونسبة 5.2% من الأسر كان لديها معيلات من الإناث دون وجود شريك، بينما كانت نسبة 5.7% من الأسر لديها معيلون من الذكور دون وجود شريكة وكانت نسبة 18.5% من غير العائلات. تألفت نسبة 14% من أصل جميع الأسر من عدة أفراد يعيشون في نفس المنزل ونسبة 3.4% كانت تتألف من شخص يعيش بمفرده يبلغ من العمر 65 عاماً أو أكثر. وبلغ متوسط حجم الأسرة المعيشية 2.94، أما متوسط حجم العائلات فبلغ 3.23.
بلغ العمر الوسطي للسكان 35.2 عاماً. وكانت نسبة 30.5% من القاطنين تحت سن الثامنة عشر، وكانت نسبة 7.2% بين الثامنة عشر والرابعة والعشرين عاماً، ونسبة 26.2% كانت واقعةً في الفئة العمرية ما بين الخامسة والعشرين والرابعة والأربعين عاماً، ونسبة 29% كانت ما بين الخامسة والأربعين والرابعة والستين، ونسبة 7.2% كانت ضمن فئة الخامسة والستين عاماً فما فوق. وتوزع التركيب الجنسي للسكان بنسبة 51.9% ذكور و48.1% إناث.